# Kramerleiste

Kramerleiste aus Heimlich & Co.

Als Kramerleiste bezeichnet man ein durch das Spiel Heimlich & Co. des Spieleautors Wolfgang Kramer im Jahr 1984 popularisiertes Mittel zur Punktezählung in Gesellschafts-, meist Brettspielen.
Erstmals verwendet wurde diese Leiste von Kramer in einem von ihm konzipierten Werbespiel 1982 mit dem Titel Das große Unternehmen Erdgas. In dem Spiel wurde dabei der Rand des Spielplans mit einer Punkteskala ausgestattet, auf der zusätzliche Spielsteine den Punktestand anzeigten.

## Verwendung
Diese Zählweise wird seitdem in unzähligen Spielen verwendet. In einigen Fällen werden mittlerweile selbst Spiele wie Tabu, die eigentlich kein Spielfeld benötigen, mit Kramerleisten ausgestattet, wodurch die Punktezählung durch Zettel und Stift abgelöst wird.